# Eurydice longiantennata
Eurydice longiantennata är en kräftdjursart som beskrevs av Nunomura och Ikehara 1985. Eurydice longiantennata ingår i släktet Eurydice och familjen Cirolanidae. Inga underarter finns listade i Catalogue of Life.